# Some People's Lives
Some People's Lives è un album della cantante statunitense Bette Midler, pubblicato il 4 settembre 1990.

## Descrizione
L'album, pubblicato dalla Atlantic su LP, musicassetta e CD, è prodotto da Arif Mardin.
Dal disco vengono tratti i singoli From a Distance, Night and Day, The Gift of Love e Moonlight Dancing.

## Tracce

### Lato A
1. One More Round
2. Some People's Lives
3. Miss Otis Regrets
4. Spring Can Really Hang You Up the Most
5. Night and Day
6. The Girl Is On to You

### Lato B
1. From a Distance
2. Moonlight Dancing
3. He Was Too Good to Me/Since You Stayed Here
4. All of a Sudden
5. The Gift of Love